# Praereticulinella
Praereticulinella es un género de foraminífero bentónico de la familia Loftusiidae, de la superfamilia Loftusioidea, del suborden Loftusiina y del orden Loftusiida. Su especie tipo es Praereticulinella cuvillieri. Su rango cronoestratigráfico abarca el Barremiense (Cretácico inferior).

## Discusión
Clasificaciones previas incluían Praereticulinella en el suborden Textulariina del orden Textulariida o en el orden Lituolida.

## Clasificación
Praereticulinella incluye a la siguiente especie:
- Praereticulinella cuvillieri †